# تاكويا تيرادا
تاكويا تيرادا (بالكانا:てらだたくや) هو عارض ومغني وممثل ياباني، ولد في 18 مارس 1992 بموريا في اليابان.

## وصلات خارجية
- تاكويا تيرادا على موقع IMDb (الإنجليزية)
- تاكويا تيرادا على موقع قاعدة بيانات الفيلم (الإنجليزية)